# Индустријска зона А. С. П. (Фрозиноне)
Индустријска зона А. С. П. је насеље у Италији у округу Фрозиноне, региону Лацио.
Према процени из 2011. у насељу је живело 5 становника. Насеље се налази на надморској висини од 142 м.